# Sorry Music Polska
Sorry Music Polska – druga studyjna płyta gdańskiego jazzowego zespołu Pink Freud. Płyta ta stała się pierwszym dużym sukcesem zespołu. Dzięki niej Pink Freud zaczął być cenionym yassowym zespołem zarówno w Polsce jak i za granicą.

## Skład
- Tomasz Ziętek – trąbka
- Wojciech Mazolewski – gitara basowa
- Kuba Staruszkiewicz – perkusja
- Paweł Nowicki – elektronika
- DJ Wojak – sample
- Sławomir Jaskułke – instrumenty klawiszowe

## Lista piosenek
1. Mademoiselle Madera (09:32)
2. Jazz fajny jest (06:59)
3. Come As You Are* (04:03)
4. Pong (00:36)
5. A Tibute To Don Johnson (06:23)
6. My Man's Gone Now* (08:51)
7. Taniec mulety (06:48)
8. Kocie języczki (06:57)
9. Muzyka pięciu przemian (04:50)
10. Rozmowy z kapokiem (16:58)